# Moras-en-Valloire
Pour les articles homonymes, voir Moras (homonymie).
Moras-en-Valloire [mɔʁas ɑ̃ valwaʁ] est une commune française située dans le département de la Drôme, en région Auvergne-Rhône-Alpes.
Ses habitants sont dénommés les Morassiens.

## Géographie

### Localisation
La commune de Moras-en-Valloire est localisée au nord du département, en Drôme des collines, dans la vallée de la Valloire. Le village est situé à environ 50 km au sud de Lyon, 60 km à l'ouest de Grenoble et 40 km au nord de Valence.
Par la route, la commune est située à environ 10 km à l'ouest de Le Grand-Serre (chef-lieu de canton) et à 9 km au sud-ouest de Beaurepaire en Isère. Les villages voisins sont situés entre 2 km pour le plus proche (Manthes) et 7 km pour le plus éloigné (Hauterives).

### Relief et géologie
Du haut de sa colline, Moras-en-Valloire domine la plaine de Bièvre Valloire.
Sites particuliers :
- Combe d'Izis ;
- Combe Noire ;
- la Madone (361 m).

### Hydrographie
La commune est arrosée par les cours d'eau suivants :
- la Veuze ;
- le Bancel ;
- Ruisseau de la Vauverière ;
- Ruisseau de Riançon ;
- Torrent de Combet.

### Climat
Pour des articles plus généraux, voir Climat d'Auvergne-Rhône-Alpes et Climat de la Drôme.
En 2010, le climat de la commune est de type climat océanique altéré, selon une étude du CNRS s'appuyant sur une série de données couvrant la période 1971-2000. En 2020, Météo-France publie une typologie des climats de la France métropolitaine dans laquelle la commune est dans une zone de transition entre le climat de montagne et le climat méditerranéen et est dans la région climatique  Moyenne vallée du Rhône, caractérisée par un bon ensoleillement en été (fraction d’insolation > 60 %), une forte amplitude thermique annuelle (4 à 20 °C), un air sec en toutes saisons, orageux en été, des vents forts (mistral), une pluviométrie élevée en automne (250 à 300 mm). 
Pour la période 1971-2000, la température annuelle moyenne est de 12 °C, avec une amplitude thermique annuelle de 17,9 °C. Le cumul annuel moyen de précipitations est de 936 mm, avec 8,8 jours de précipitations en janvier et 6,2 jours en juillet. Pour la période 1991-2020, la température moyenne annuelle observée sur la station météorologique de Météo-France la plus proche, sur la commune de Saint-Sorlin-en-Valloire à 3 km à vol d'oiseau, est de 13,0 °C et le cumul annuel moyen de précipitations est de 854,9 mm,. Pour l'avenir, les paramètres climatiques de la commune estimés pour 2050 selon différents scénarios d'émission de gaz à effet de serre sont consultables sur un site dédié publié par Météo-France en novembre 2022.

## Urbanisme

### Typologie
Au 1er janvier 2024, Moras-en-Valloire est catégorisée commune rurale à habitat dispersé, selon la nouvelle grille communale de densité à 7 niveaux définie par l'Insee en 2022.
Elle est située hors unité urbaine et hors attraction des villes,.

### Occupation des sols
L'occupation des sols de la commune, telle qu'elle ressort de la base de données européenne d’occupation biophysique des sols Corine Land Cover (CLC), est marquée par l'importance des territoires agricoles (50,3 % en 2018), en diminution par rapport à 1990 (52,4 %). La répartition détaillée en 2018 est la suivante : forêts (44,6 %), zones agricoles hétérogènes (25,6 %), terres arables (12,9 %), cultures permanentes (11,3 %), zones urbanisées (5,1 %), prairies (0,6 %). L'évolution de l’occupation des sols de la commune et de ses infrastructures peut être observée sur les différentes représentations cartographiques du territoire : la carte de Cassini (XVIIIe siècle), la carte d'état-major (1820-1866) et les cartes ou photos aériennes de l'IGN pour la période actuelle (1950 à aujourd'hui).

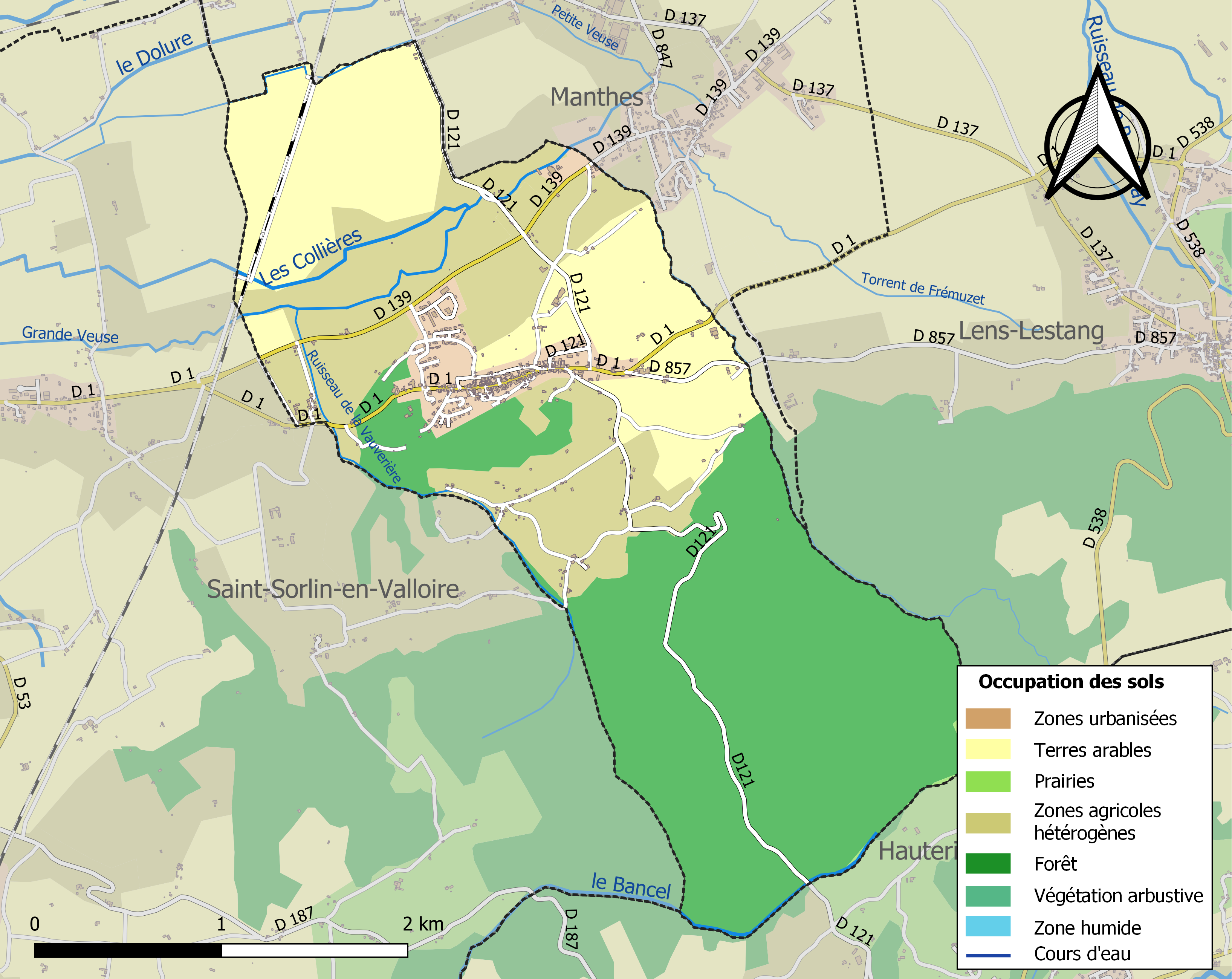
Carte des infrastructures et de l'occupation des sols de la commune en 2018 (CLC).

### Morphologie urbaine

#### Quartiers, hameaux et lieux-dits
Site Géoportail (carte IGN) :
- Bois des Sabots
- Buissonnet
- Fond Blanchet
- Forêt de Mantaille
- Fortune
- la Fabry
- la Marcouse
- la Massonne
- le Grand Gabo
- le Picot
- le Ris
- les Avenières
- les Bises
- les Cinq Croisées
- les Compteaux
- les Crottes
- les Fontaines
- les Ormes
- les Pénardes
- les Ramus
- les Sauterelles
- les Yères
- le Val d'Or
- Moureton
- Saint-Priest
- Siberton

### Voies de communication et transports
La commune est traversée d'est en ouest par la route départementale 1.

L'accès d'autoroute le plus proche est celui de Chanas sur l'autoroute A7, à environ 17 km.

La gare ferroviaire la plus proche est à une quinzaine de kilomètres à Saint-Rambert-d'Albon.
La commune possède une borne de recharge pour véhicules électriques (rue des Terreaux)[réf. nécessaire].

## Toponymie

### Attestations
Dictionnaire topographique du département de la Drôme :
- 1009 : castrum et villa de Moras (cartulaire de Saint-André-le-Bas, 249).
- 1068 : Moratium (archives des Bouches-du-Rhône, B 276).
- 1079 : mention de la paroisse : capella de Muracio (La Mure, Hist. du Forez, pièces sup. 127).
- 1268 : burgum de Moras (cartulaire de Léoncel, 231).
- 1295 : mention du mandement : mandamentum de Morasio (d'Hozier, V, 328).
- 1328 : Morasium (choix de documents, 18).
- 1343 : castrum Morasii (choix de documents, 81).
- 1343 : Mouras (Valbonnais, II, 454).
- 1357 : mention de la châtellenie : castellania Morasii (choix de documents, 147).
- XIVe siècle : mention de la paroisse : capella de Morasio (pouillé de Vienne).
- 1521 : mention de la paroisse : ecclesia Morasii (pouillé de Vienne).
- 1891 : Moras, commune du canton du Grand-Serre.

En 1936, la commune devient Moras-en-Valloire.

## Histoire

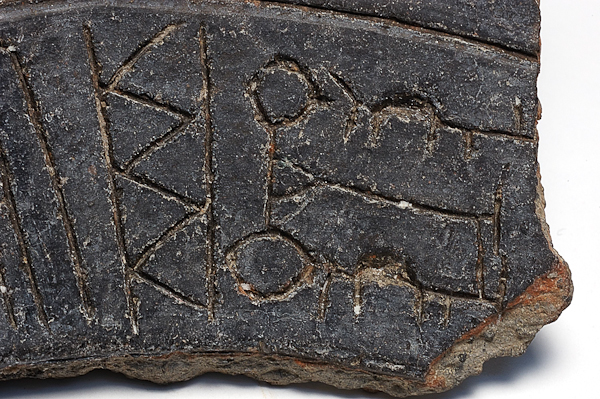
Signes préhistoriques.

Pour un article plus général, voir Histoire de la Drôme.

### Préhistoire et protohistoire
Des poteries de l'époque néolithique découvertes sur la colline attestent de l'occupation très ancienne de ce site.
D'autres poteries, datant de l'âge du bronze, portent des inscriptions de type hiéroglyphiques, qui pourraient être la plus ancienne forme d'écriture connue en Europe occidentale.
Habitat avec un riche matériel protohistorique.

### Du Moyen Âge à la Révolution
Moras est un village médiéval dont la colline est l'ancienne motte féodale.
6 juin 1009 : un texte de Rodolphe III, roi de Bourgogne, mentionne pour la première fois le nom de Moras dans un acte de donation du château et des terres de Moras à la maison d'Albon, futur comtes d'Albon, puis dauphins de Viennois.
La seigneurie :
- Au point de vue féodal, Moras était une terre du patrimoine des dauphins, comprenant quatre paroisses : Épinouze, Manthes, Moras et Saint-Sorlin.
- 1349 : la terre devient domaniale.
- 1364 : elle est aliénée au profit des Roussillon.
- 1466 : possession de Louis de Bourbon-Roussillon, bâtard de Bourbon.
- 1522 : donnée en viager aux Visconti.
- 1571 : donnée en viager aux Beaumont des Adrets.
- 1572 : donnée en viager aux Boyvin de Villars.
- 1574 : vendue aux Murat de Lestang.
- La terre passe un moment aux Davity.
- Elle est recouvrée par les Murat de Lestang, derniers seigneurs.

En 1227, Guigues VI de Viennois accorde une charte de libertés à Moras. Elle est confirmée en 1329, puis une nouvelle fois en 1330.

À cette occasion, le dauphin confie la construction et l'entretien de la muraille protégeant le village à la communauté villageoise.

La communauté payait en outre un vingtain pour l'entretien du château, même après sa destruction.

En tant que place forte, Moras accueille un gouverneur responsable de la défense du lieu.
Après 1349, le fief de Moras devient une terre du domaine royal et le restera jusqu'à la Révolution ; les rois de France, seigneurs du fief, seront représentés par un châtelain. Ils concèderont cependant la seigneurie à des seigneurs engagistes.
Au XIVe siècle, un péage est mentionné.
En 1476, un incendie ravage le bourg.
À la Renaissance, les seigneurs engagistes de Moras sont successivement Diane de Poitiers et le baron des Adrets. La famille des Murat de Lestang est ensuite seigneur engagiste de 1570 à la Révolution française.
En 1627, Richelieu fait démanteler le château royal (armé à cette époque de 33 pièces d'artillerie) sur ordre du roi Louis XIII.
En 1654, le village de Lens-Lestang est détaché de la communauté de Moras pour former une communauté autonome.
Au XVIIIe siècle, les habitants de Moras adoptent des cultures nouvelles, dont la pomme de terre qui est cultivée en différentes variétés rouges et blanches.
Au XVIIIe siècle, Moras est le chef-lieu d'un archiprêtré du diocèse de Vienne, comprenant les paroisses suivantes :
- Dans la Drôme : Andancette, Anneyron, Châteauneuf-de-Galaure, Épinouze, Hauterives, Manthes, Saint-Bonnet-de-Galaure, Saint-Martin-d'Albon, Saint-Romain-d'Albon, Saint-Sorlin et Treigneux.
- Dans l'Isère : Agnieu, Anjou, Chambalud, Sarcieu, Poussieux et Sonnay.

Démographie :
- 1776 : 781 familles (la communauté de Moras comprenait alors la commune de ce nom, une partie de celle de Lapeyrouse-Mornay, les communes d'Épinouze, de Manthes et de Saint-Sorlin)[14].
- 1789 : la population est estimée à 2 600 habitants[21].

Avant 1790, Moras était une communauté de l'élection et subdélégation de Romans et du bailliage de Saint-Marcellin formant quatre paroisses du diocèse de Vienne : Épinouze, Manthes, Moras et Saint-Sorlin.

La paroisse de Moras, en particulier, dont l'église était sous le vocable de Notre-Dame, dépendait du prieur de Manthes qui y prenait la dîme et présentait à la cure.
Le mandement de Moras, dont l'étendue était la même que celle de la châtellenie du même nom, comprenait les communes actuelles de Moras, Épinouze, Lens-Lestang, Saint-Sorlin et Manthes, plus une partie de celle de Lapeyrouse-Mornay.
Avant la Révolution française, la monarchie soutient la réaction seigneuriale par les édits de triage, et attribue au comte d'Esparre et à Mme de la Tournelle les deux-tiers des bois possédées collectivement par la communauté villageoise, d'une superficie totale de 600 arpents, en 1778.

### De la Révolution à nos jours

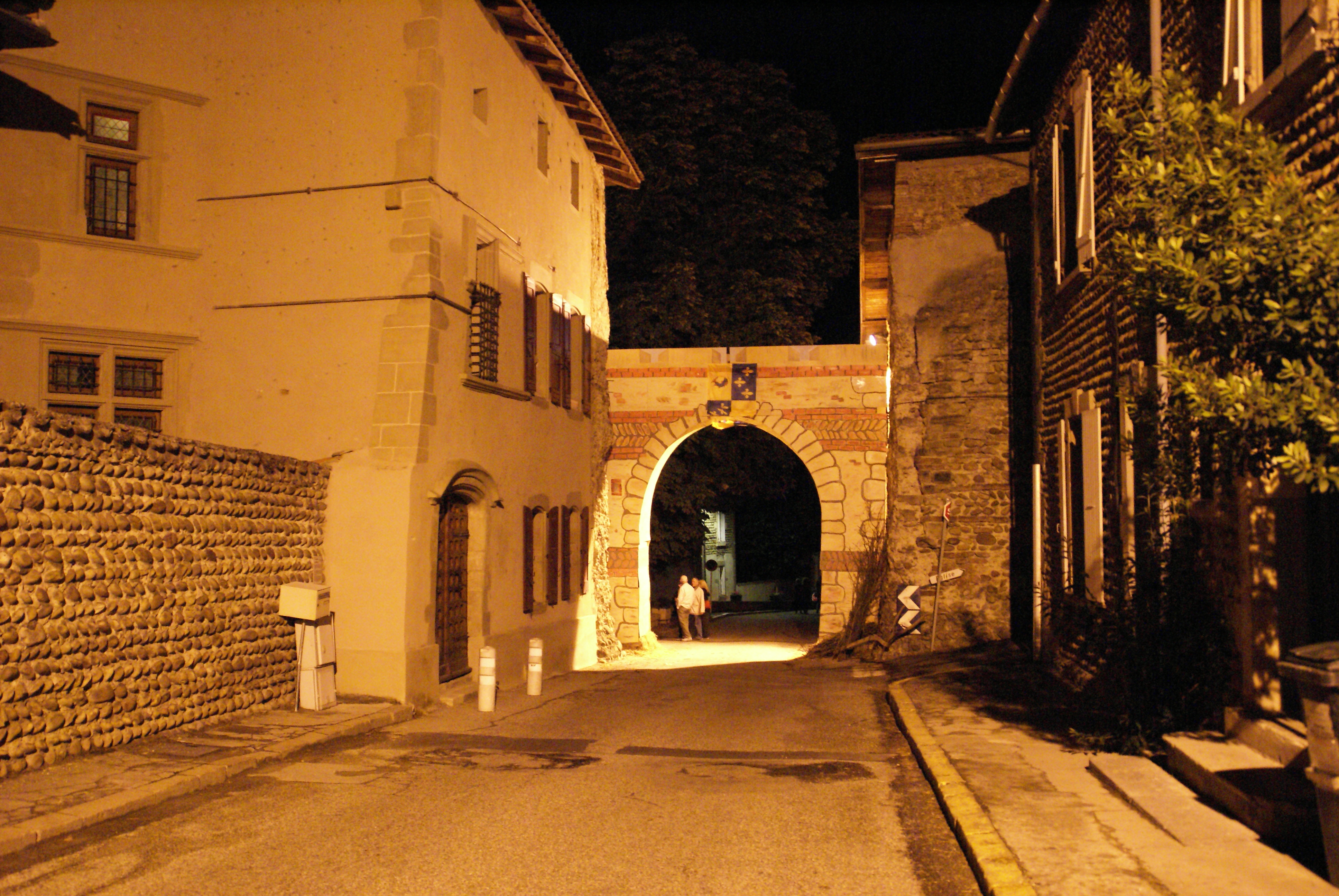
Porte médiévale reconstituée lors des fêtes du millénaire de Moras.

En 1790, Moras devient le chef-lieu d'un canton du district de Romans, comprenant les municipalités de Lens-Lestang et de Moras. La réorganisation de l'an VIII (1799-1800) en fait une simple commune du canton du Grand-Serre. Une gendarmerie et une perception y sont installées. Le bourg les a conservées même lorsque le canton a été supprimé.
L'arbre de la liberté planté aux premiers temps de la Révolution française a eu la chance de prendre racine. Mais, à la fin de la décennie révolutionnaire, il est abattu le 22 ventôse an VI. Lors de la Révolution de 1848, un marronnier est planté pour le remplacer, toujours vivant en 1986. Il a pris sa place dans le folklore local : on raconte qu'il a été arrosé avec cent litres de vin lors de sa plantation.
Les remparts sont démolis au milieu du XIXe siècle.
1855 : quelques quartiers sont distraits de la commune pour former la commune de Lapeyrouse-Mornay.

1878, 1880 et 1884 : les communes d'Épinouze, de Saint-Sorlin et de Manthes sont distraites de celle de Moras,.
2009 (juin) : Moras a fêté son millénaire,.

## Politique et administration

### Liste des maires
| Période                                                                      | Période                      | Identité                             | Étiquette | Qualité                                               |
| ---------------------------------------------------------------------------- | ---------------------------- | ------------------------------------ | --------- | ----------------------------------------------------- |
| Les données manquantes sont à compléter. : de la Révolution au Second Empire |                              |                                      |           |                                                       |
| 1790                                                                         | 1871                         | ?                                    |           |                                                       |
| Les données manquantes sont à compléter. : depuis la fin du Second Empire    |                              |                                      |           |                                                       |
| 1871                                                                         | 1874                         | ?                                    |           |                                                       |
| 1874                                                                         | 1878                         | ?                                    |           |                                                       |
| 1878                                                                         | 1884                         | ?                                    |           |                                                       |
| 1884                                                                         | 1888                         | ?                                    |           |                                                       |
| 1888                                                                         | 1892                         | ?                                    |           |                                                       |
| 1892                                                                         | 1896                         | ?                                    |           |                                                       |
| 1896                                                                         | 1900                         | ?                                    |           |                                                       |
| 1900                                                                         | 1904                         | ?                                    |           |                                                       |
| 1904                                                                         | 1908                         | ?                                    |           |                                                       |
| 1908                                                                         | 1912                         | ?                                    |           |                                                       |
| 1912                                                                         | 1919                         | ?                                    |           |                                                       |
| 1919                                                                         | 1925                         | ?                                    |           |                                                       |
| 1925                                                                         | 1929                         | ?                                    |           |                                                       |
| 1929                                                                         | 1935                         | ?                                    |           |                                                       |
| 1935                                                                         | 1944                         | ?                                    |           |                                                       |
| 1944 (élection ?)                                                            | 1945                         | Clément Bouvarel                     |           |                                                       |
| 1945                                                                         | 1947                         | Clément Bouvarel                     |           | maire sortant                                         |
| 1947                                                                         | 1953                         | Clément Bouvarel                     |           | maire sortant                                         |
| 1953                                                                         | 1959                         | Antoine Mézonnat                     |           |                                                       |
| 1959                                                                         | 1965                         | Antoine Mézonnat                     |           | maire sortant                                         |
| 1965                                                                         | 1971                         | Antoine Mézonnat                     |           | maire sortant                                         |
| 1971                                                                         | 1977                         | Antoine Mézonnat                     |           | maire sortant                                         |
| 1977                                                                         | 1983                         | Antoine Mézonnat                     |           | maire sortant                                         |
| 1983                                                                         | 1989                         | André Desrieux                       |           |                                                       |
| 1989                                                                         | 1995                         | Jean Doux                            |           |                                                       |
| 1995                                                                         | 2001                         | Gérard Ruard                         |           |                                                       |
| 2001 (mars)                                                                  | 2001 (août)                  | Renée Martin                         |           |                                                       |
| 2001 (août) (élection ?)                                                     | 2008                         | André Trichard                       |           |                                                       |
| 2008                                                                         | 2014                         | Aurélien Ferlay                      |           |                                                       |
| 2014                                                                         | 2020                         | Aurélien Ferlay                      |           | maire sortant                                         |
| 2008                                                                         | En cours (au 9 juillet 2021) | Aurélien Ferlay[source insuffisante] |           | maire sortant président des maires ruraux de la Drôme |

## Population et société

### Démographie
L'évolution du nombre d'habitants est connue à travers les recensements de la population effectués dans la commune depuis 1793. Pour les communes de moins de 10 000 habitants, une enquête de recensement portant sur toute la population est réalisée tous les cinq ans, les populations de référence des années intermédiaires étant quant à elles estimées par interpolation ou extrapolation. Pour la commune, le premier recensement exhaustif entrant dans le cadre du nouveau dispositif a été réalisé en 2008.

En 2022, la commune comptait 685 habitants, en évolution de +4,26 % par rapport à 2016 (Drôme : +2,64 %, France hors Mayotte : +2,11 %).
| 1793  | 1800  | 1806  | 1821  | 1831  | 1836  | 1841  | 1846  | 1851  |
| ----- | ----- | ----- | ----- | ----- | ----- | ----- | ----- | ----- |
| 2 932 | 2 822 | 3 023 | 3 392 | 4 053 | 4 206 | 4 229 | 4 355 | 4 450 |

| 1856  | 1861  | 1866  | 1872  | 1876  | 1881  | 1886 | 1891 | 1896 |
| ----- | ----- | ----- | ----- | ----- | ----- | ---- | ---- | ---- |
| 3 947 | 4 018 | 3 970 | 3 803 | 3 733 | 1 188 | 839  | 814  | 663  |

| 1901 | 1906 | 1911 | 1921 | 1926 | 1931 | 1936 | 1946 | 1954 |
| ---- | ---- | ---- | ---- | ---- | ---- | ---- | ---- | ---- |
| 663  | 677  | 635  | 506  | 533  | 518  | 520  | 451  | 477  |

| 1962 | 1968 | 1975 | 1982 | 1990 | 1999 | 2006 | 2008 | 2013 |
| ---- | ---- | ---- | ---- | ---- | ---- | ---- | ---- | ---- |
| 458  | 475  | 387  | 468  | 582  | 602  | 604  | 604  | 636  |

| 2018 | 2022 | - | - | - | - | - | - | - |
| ---- | ---- | - | - | - | - | - | - | - |
| 678  | 685  | - | - | - | - | - | - | - |

### Services et équipements
- Agence Postale[réf. nécessaire].
- Bibliothèque communale[réf. nécessaire].
- Centre de secours[réf. nécessaire].
- Gendarmerie[réf. nécessaire].
- Salle des fêtes[réf. nécessaire].

### Enseignement

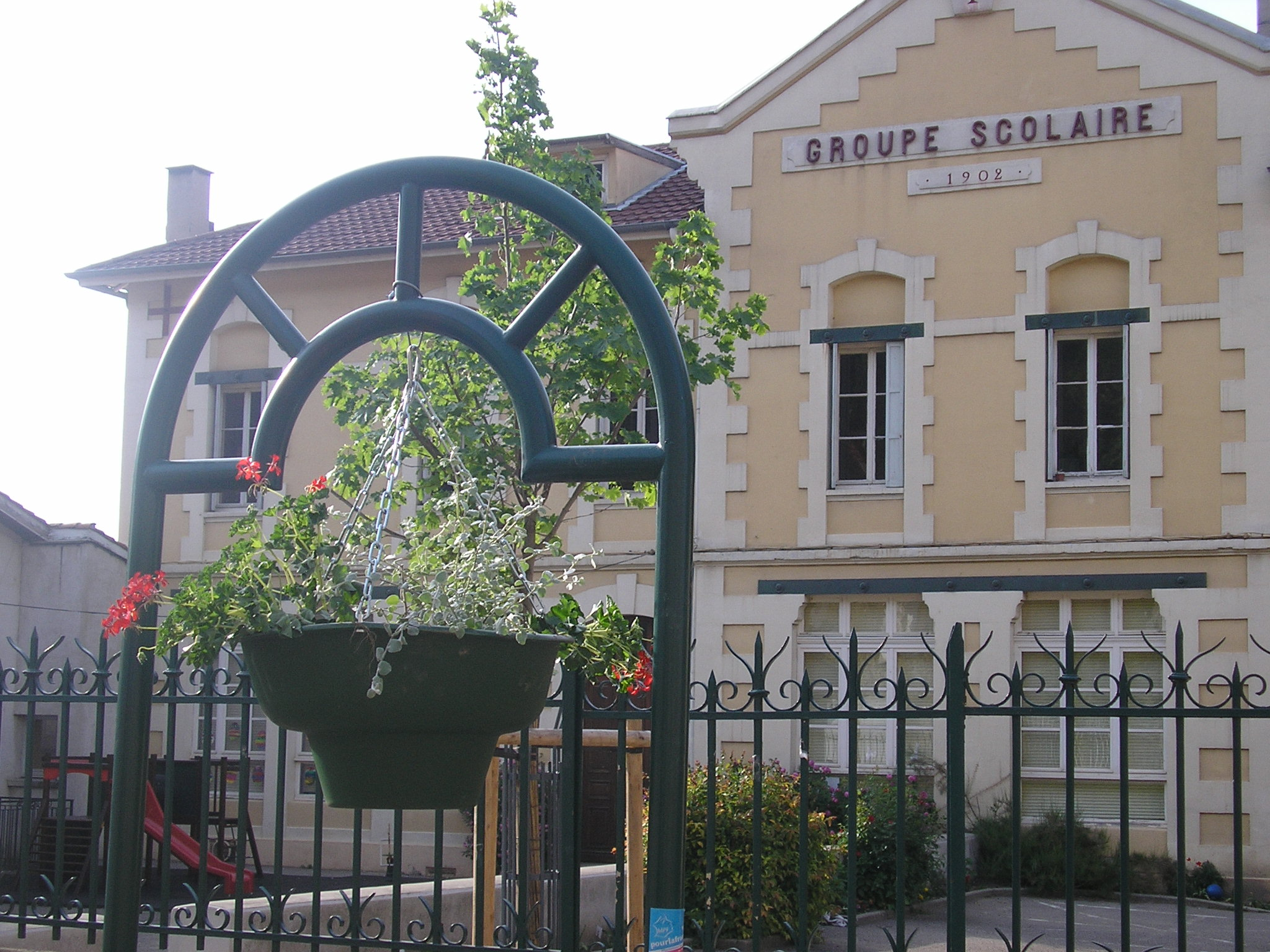
Groupe scolaire.

- École primaire publique[réf. nécessaire].

### Manifestations culturelles et festivités
- Fête : le 19 août ou le dimanche suivant[17].
- Fête du muguet : le premier mai (Route de Hauterives)[réf. nécessaire].
- Fête de la poire : la prochaine édition est prévue pour le 18 septembre 2022[réf. nécessaire].
- Le café mille-feuille organise une animation chaque deuxième samedi du mois à la bibliothèque communale[réf. nécessaire].

### Loisirs

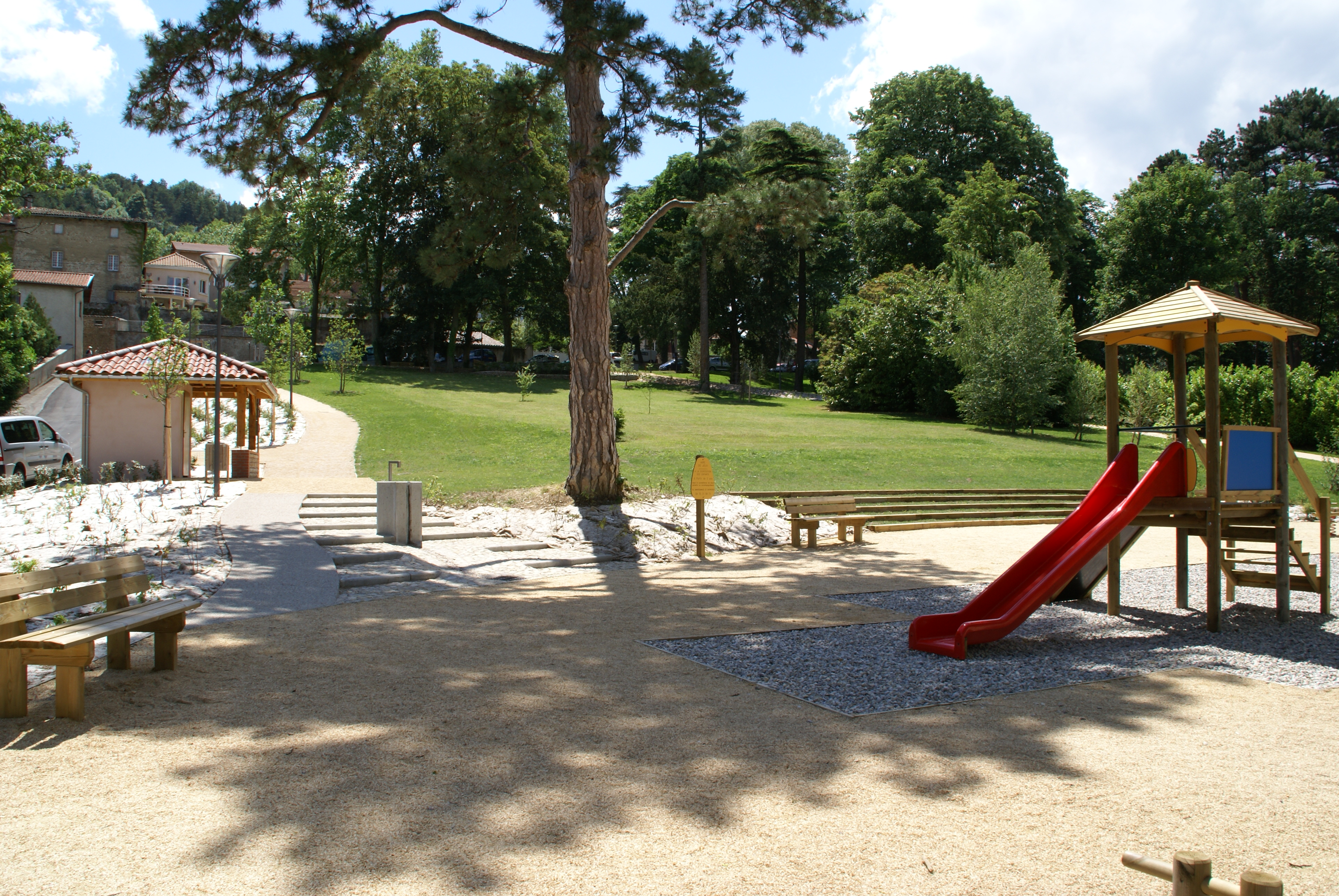
Vue estivale du parc municipal requalifié en 2009.

- Club Informatique & Multimédia[30].
- Jeux de boules[31].
- Parc communal, jeux[réf. nécessaire].
- Pêche[17].

### Sports
- Terrain multisports[réf. nécessaire].
- Pumptrack en projet[réf. nécessaire].

## Économie

### Agriculture
En 1992 : céréales, vergers (dont poiriers[réf. nécessaire]).
- Coopérative agricole[17].
- Foires : le lundi suivant la Saint-Paul, le mardi de Pentecôte, le mercredi des Rogations, les 22 juillet et 25 novembre[17].

### Commerce
- Boulangerie, épicerie, presse[réf. nécessaire].
- Magasins de producteurs[réf. nécessaire].
- Restaurants « L'Escale des Collines » (rue Maurice Savin) et « Les Berges de Moras » (route de Manthes)[réf. nécessaire].

### Artisanat
- Tonnellerie[réf. nécessaire].
- Zone artisanale[réf. nécessaire].

### Tourisme
- Aires de pique-nique[réf. nécessaire].

## Culture locale et patrimoine

### Lieux et monuments
- Vestiges des murs d'enceinte[17].

Vestiges des remparts et de deux de ses quatre portes du XVe siècle : la porte médiane et la porte inférieure[réf. nécessaire].
- Maisons anciennes, voûtes et portes médiévales[17].
- Belles demeures aux murs de pisé, de galets roulés disposés en arêtes de poisson et de molasse[réf. nécessaire].
- Clocher de l'église du XIe siècle : il sonnait les heures d'arrosage de la prairie, tradition vivace jusqu'en 1950[réf. nécessaire].
- La « Maison du gouverneur » (XVIe siècle)[17].

Elle a été construite en 1592 contre le rempart. Le maréchal d'Ornano y séjourna. C'est probablement dans cette maison que fut signé, en 1596, un traité entre le maréchal d'Ornano et le comte de la Roche destiné à ouvrir la voie à la réconciliation entre catholiques et protestants. Le bâtiment est composé de deux parties : la première, datant du XVIe siècle, est appuyée sur les remparts ; l'autre date du XVIIIe siècle[réf. nécessaire].
- Deux châteaux[17].
- Prieuré de style roman[17].
- La « Maison Quarrée » date de la fin du XVIe siècle ou du début du XVIIe siècle ; la mairie s'y est installée. Au fond de la petite cour, on y trouve des escaliers de style Renaissance[réf. nécessaire].
- Église Notre-Dame-de-l'Assomption de Moras-en-Valloire, composite : hallebarde du XVIe siècle, tableau sur cuivre (objet classé), toile du XVIIe siècle (objet classé)[17].
- Statue monumentale de la Vierge[17] : ex-voto érigé sur le coteau par les habitants en 1854 pour les avoir protégés de la peste[réf. nécessaire].

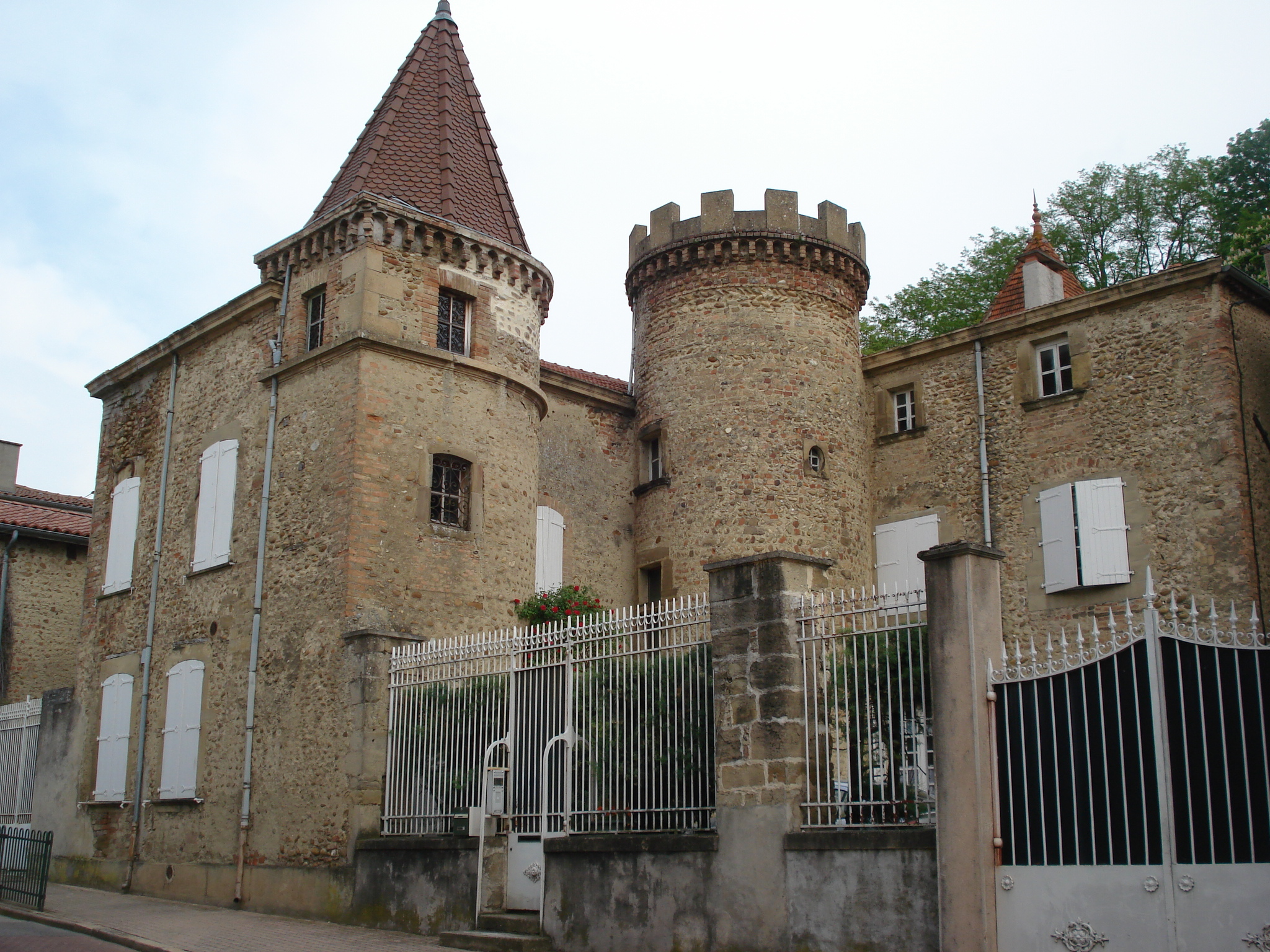
Moras-en-Valloire.
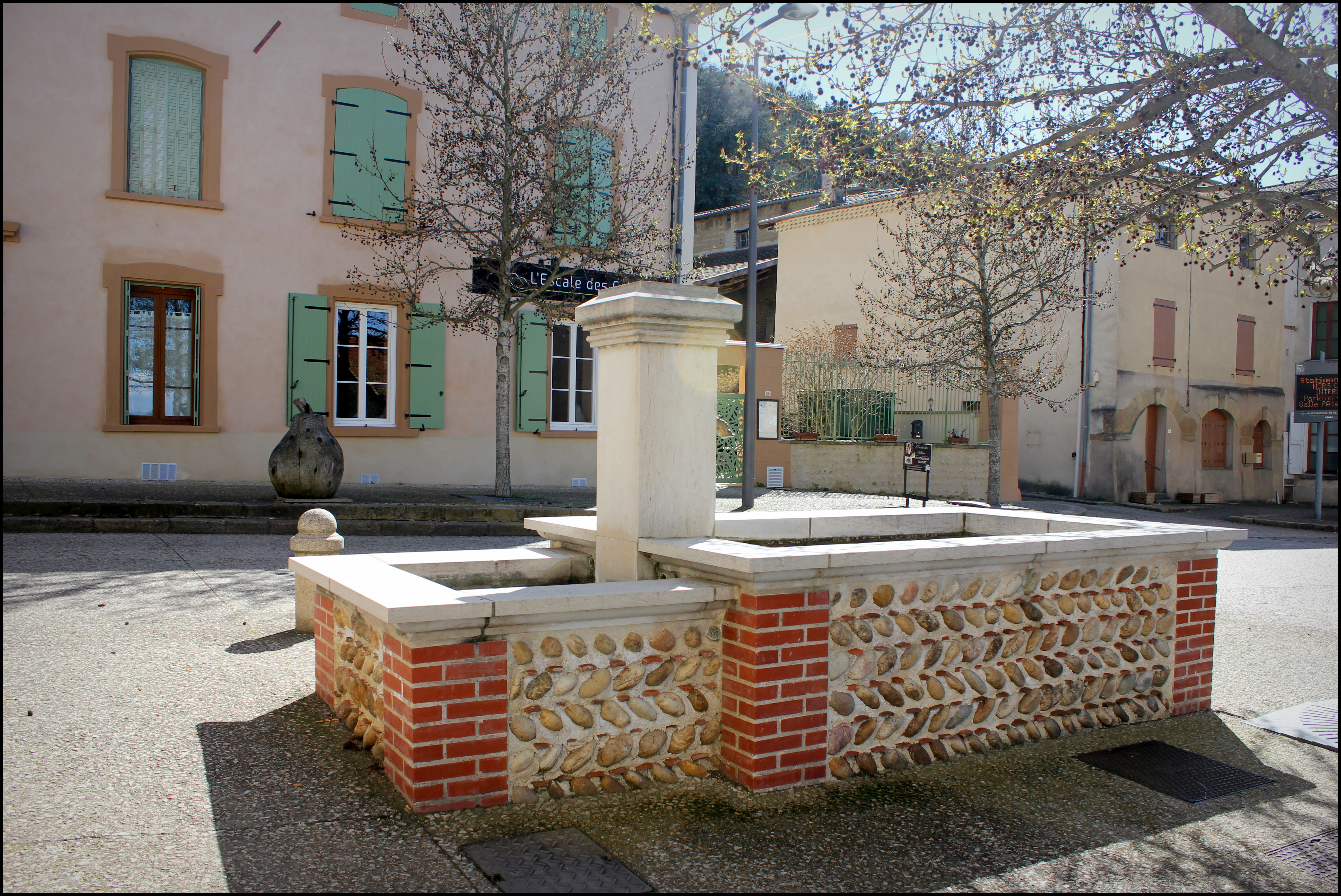
Fontaine à parement de galets.
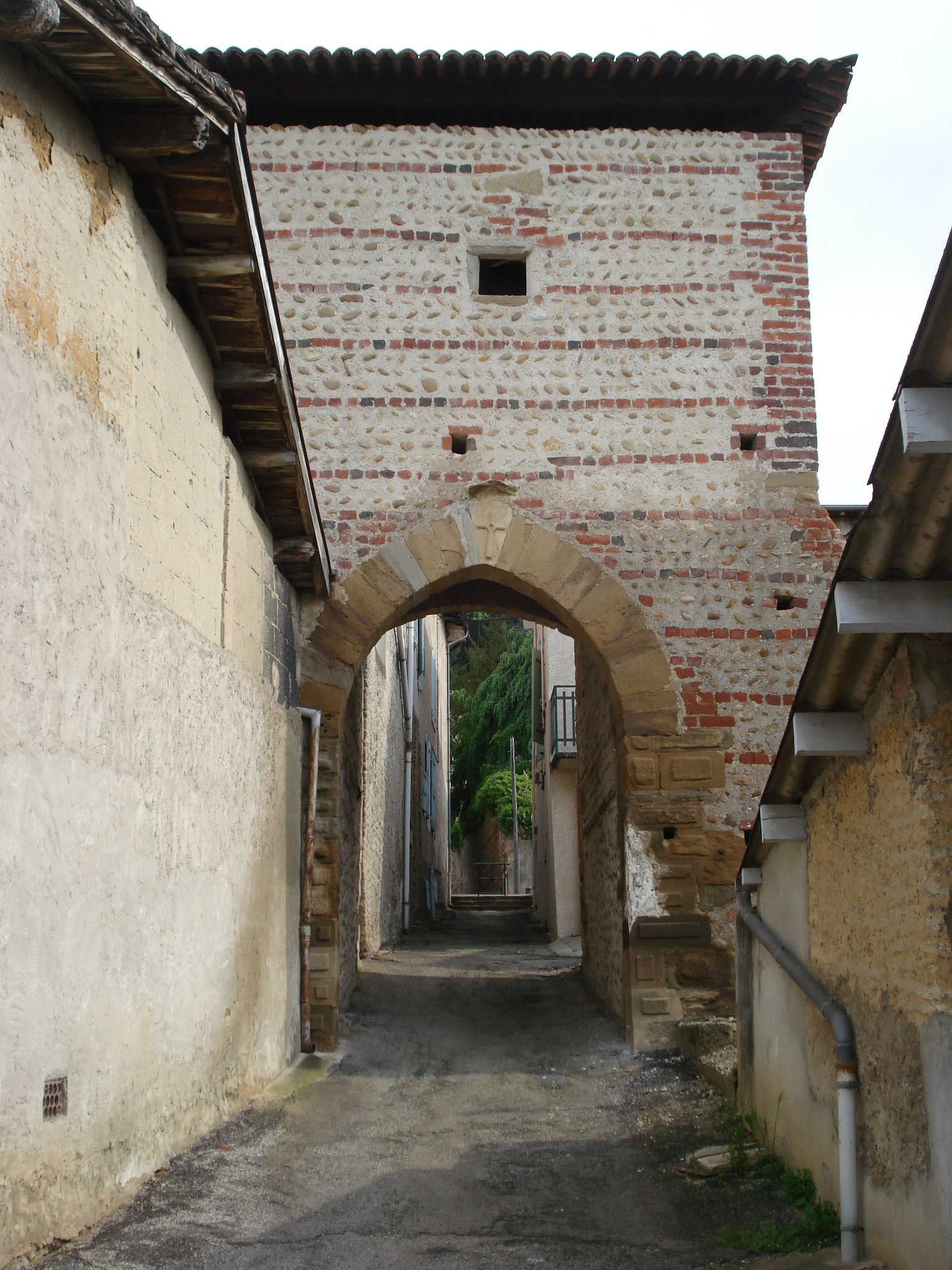
Porte l'inférieure.
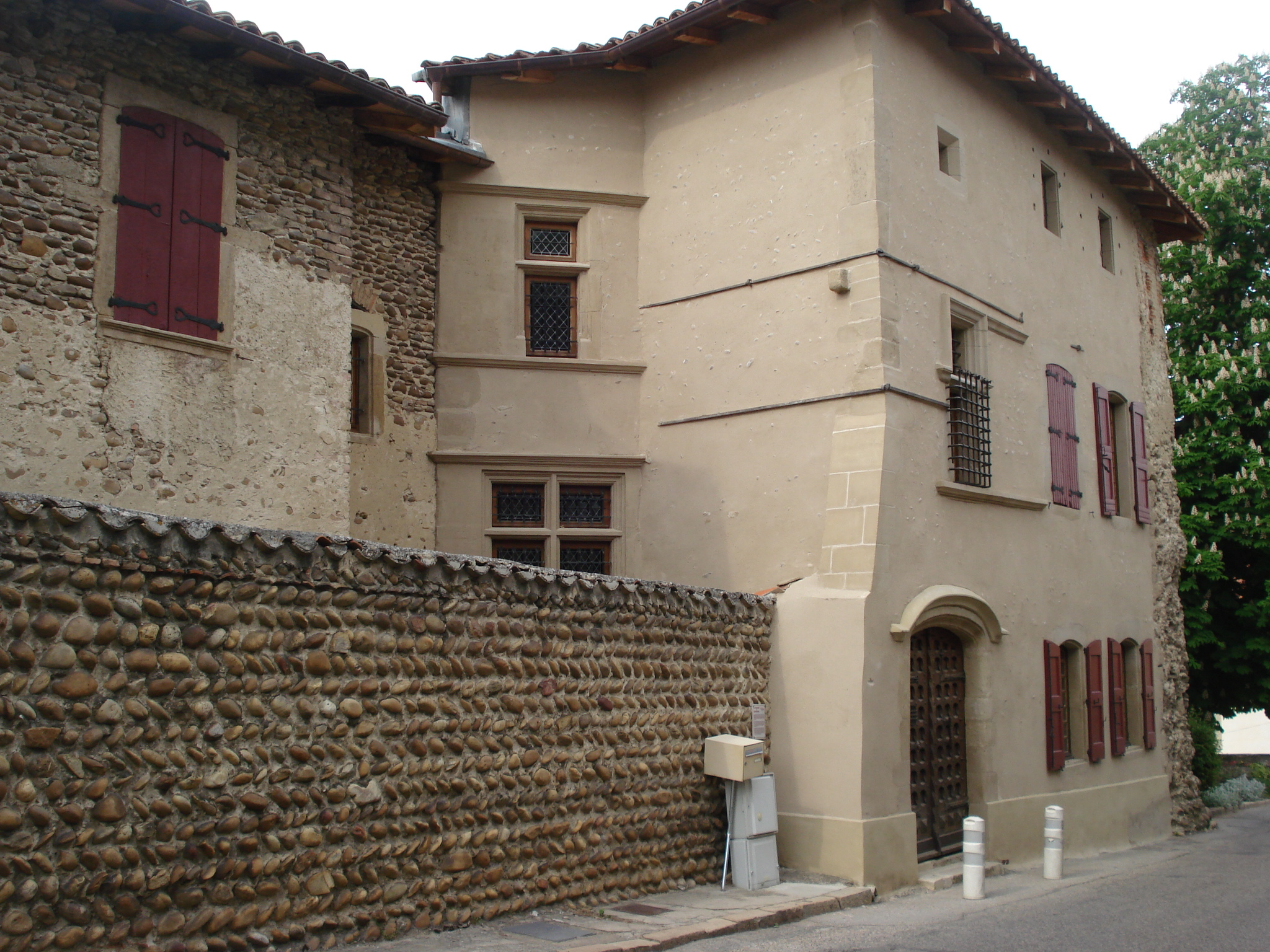
Maison du gouverneur.
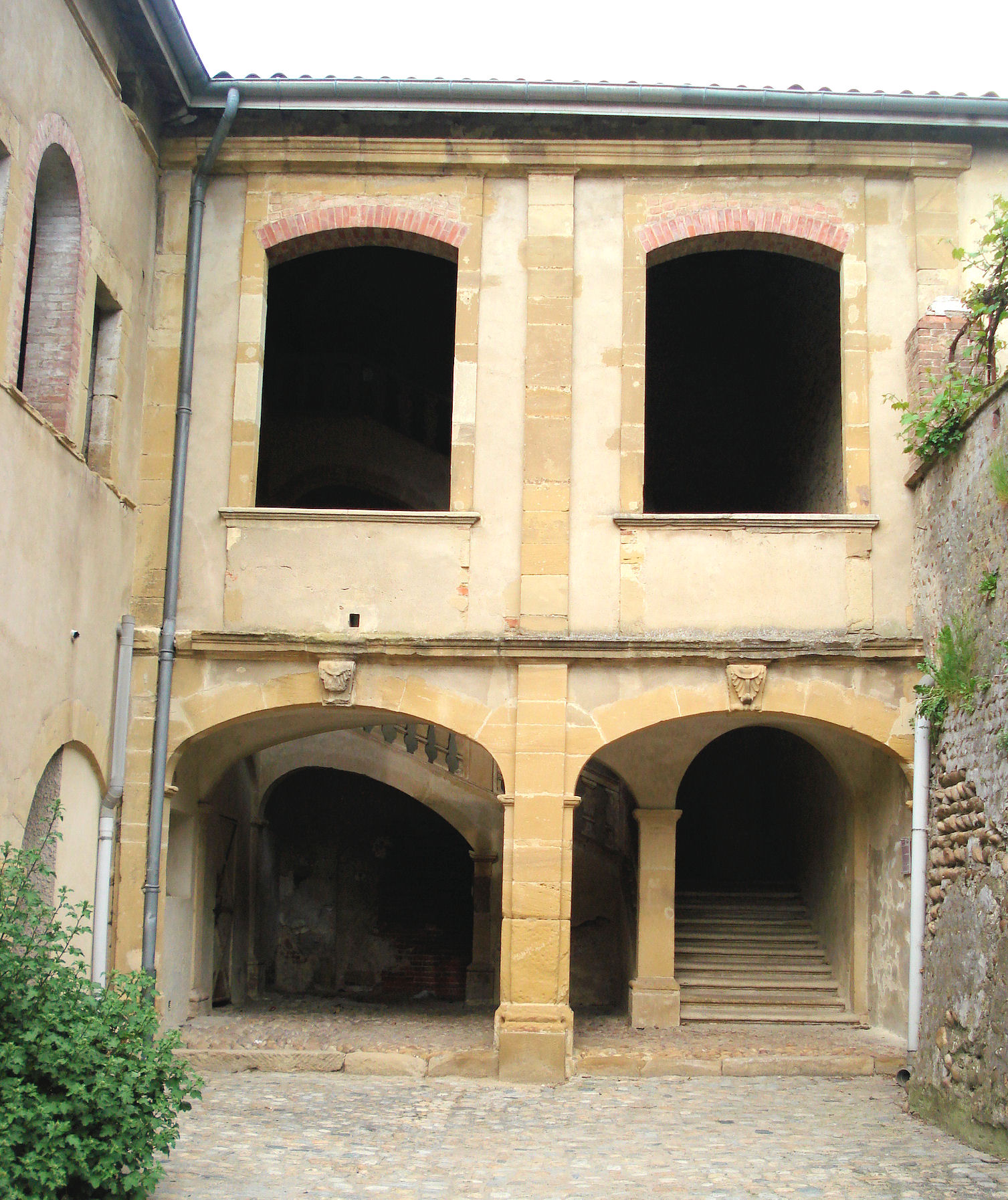
Maison Quarrée.
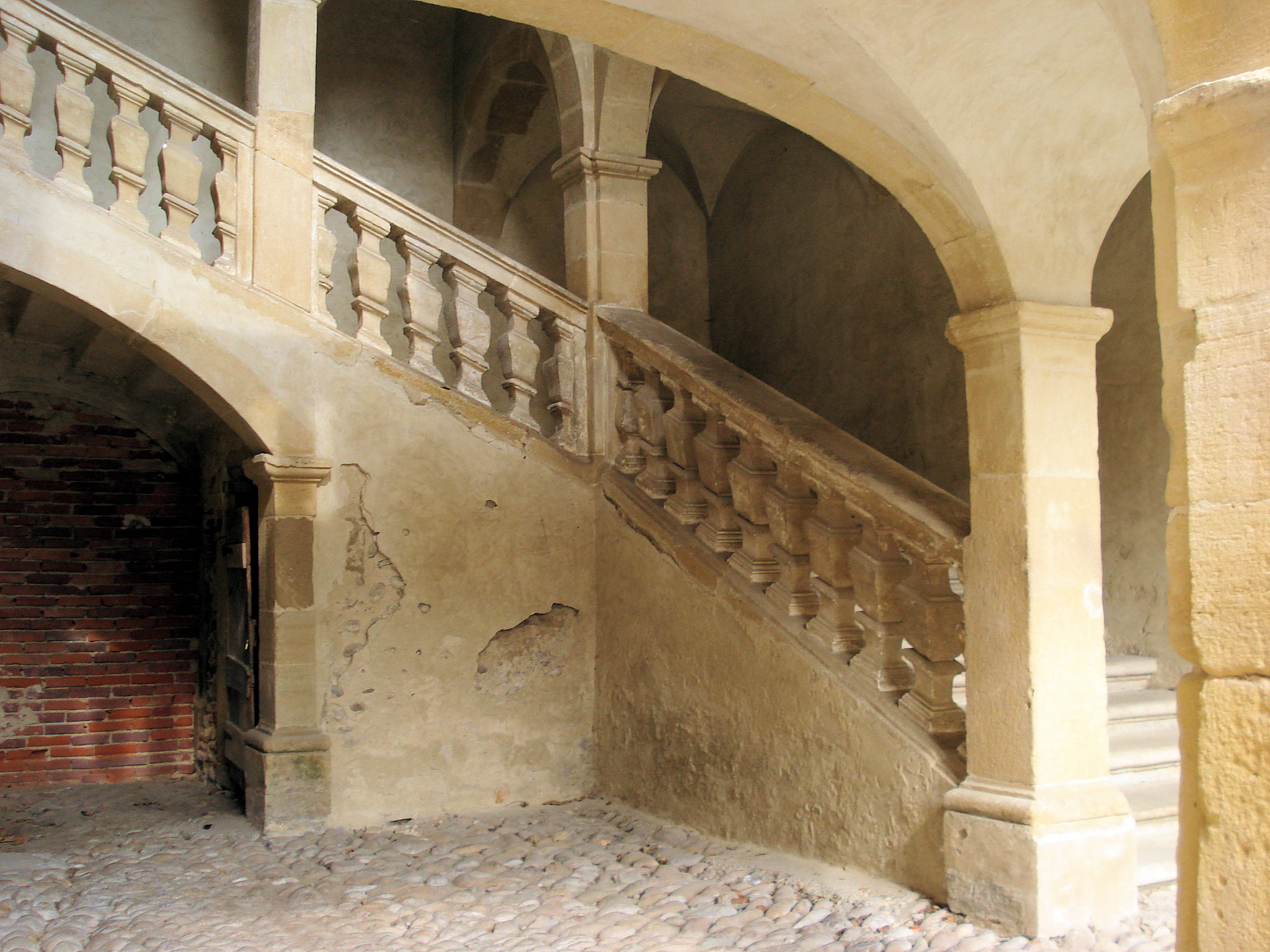
Escalier de style Renaissance.
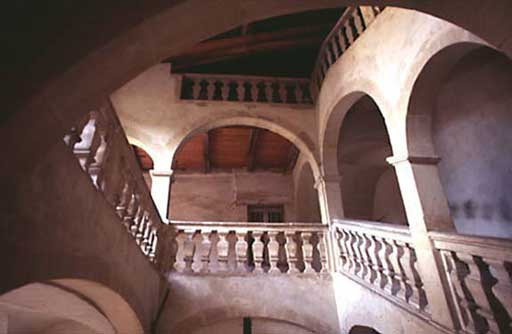
Escaliers.
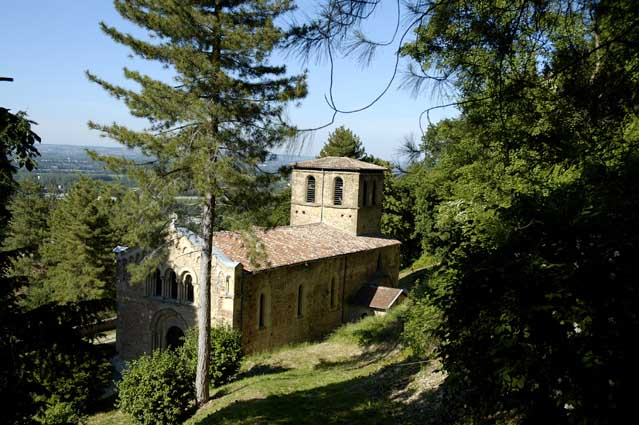
L'église.
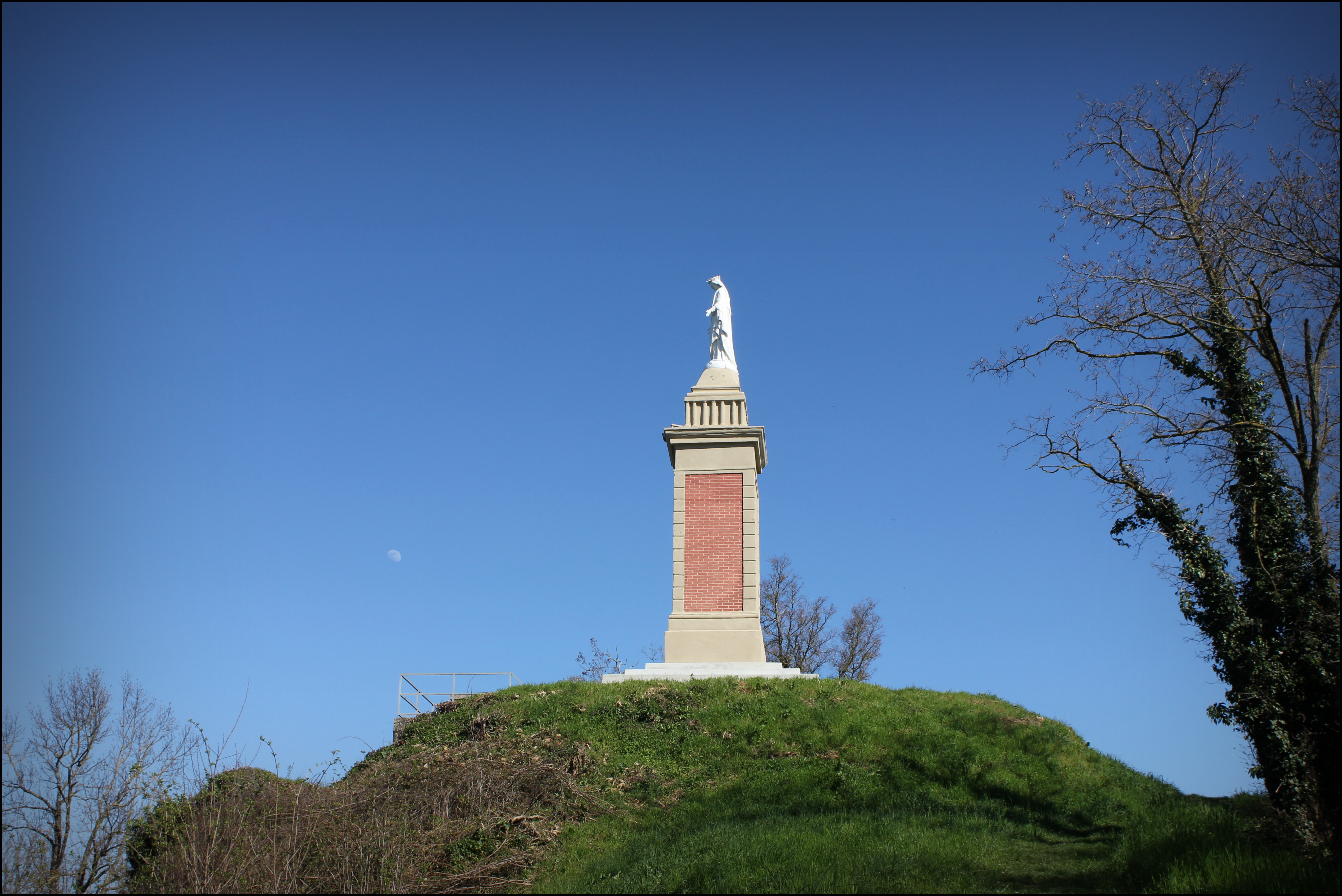
Vue sur la statue monumentale de la vierge.
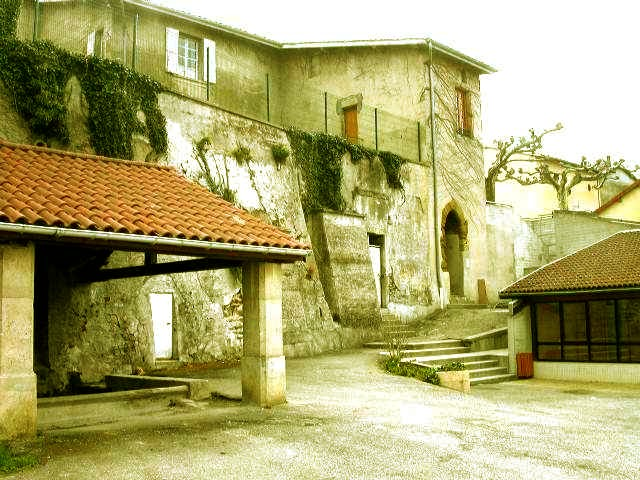
Le lavoir.
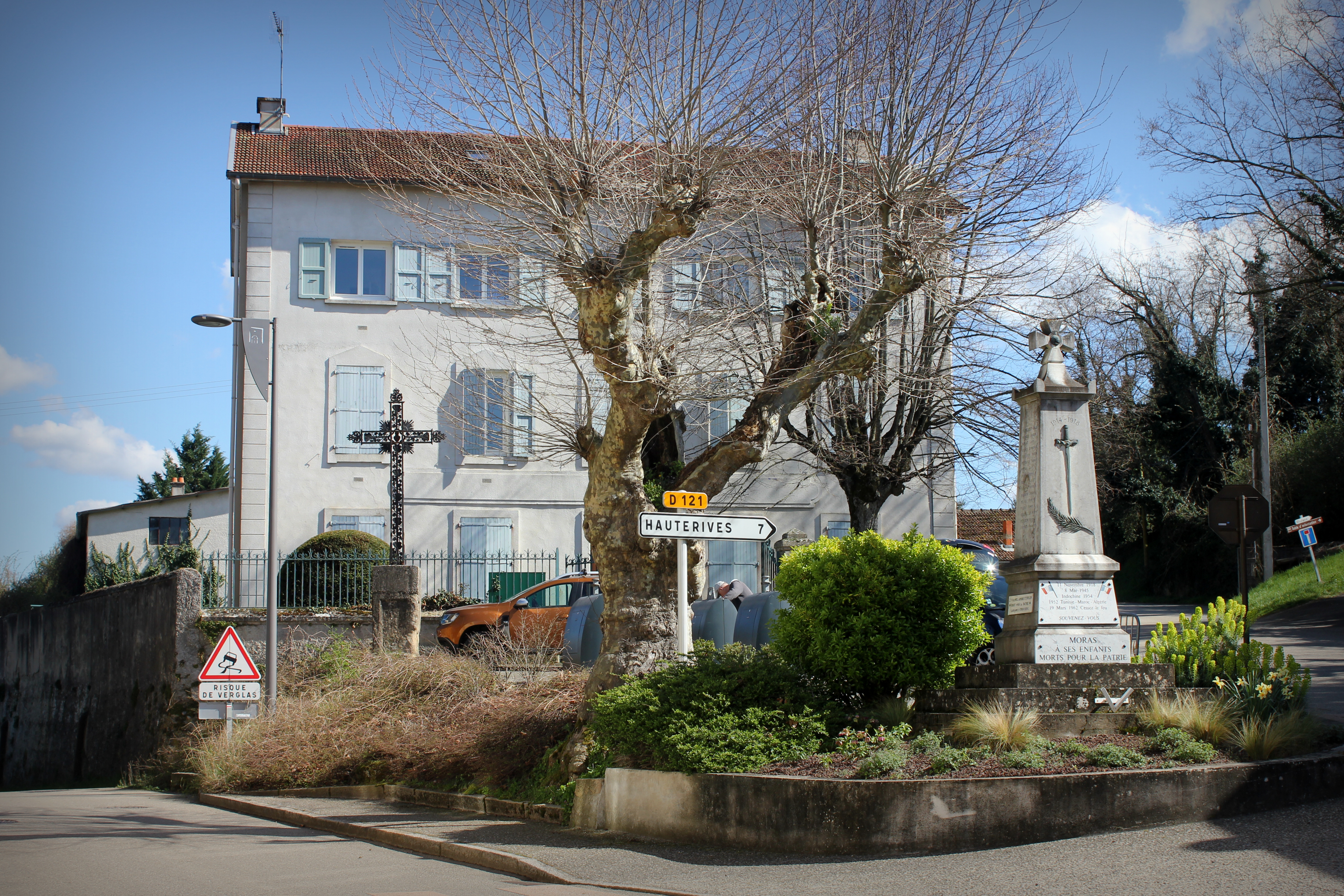
Vue sur le monument aux morts.

### Patrimoine naturel
- L'arbre de la liberté près de la fontaine est un marronnier planté lors de la révolution française de 1848[réf. nécessaire].
- Forêt de Mantaille[17].

### Personnalités liées à la commune
- Pierre Davity (1573 - 1635) : châtelain de Moras, poète et géographe réputé du XVIIe siècle, militaire au service d'Henri IV, anobli en 1610.
- Maurice Savin (né en 1894 à Moras, mort en 1973) : artiste peintre, graveur et céramiste (entre autres). Fait chevalier de la Légion d'honneur en 1948. Né à Moras le 17 octobre 1894 dans une maison de village toujours existante, face à la salle des mariages de la mairie.
- Lucien Rebatet est né le 15 novembre 1903 à Moras-en-Valloire, dans la Drôme (France). Il est décédé le 24 août 1972 au même endroit.Écrivain, journaliste et critique musical, il est surtout connu pour ses engagements politiques d'extrême droite et ses écrits polémiques.

### Héraldique, logotype et devise
|  | Moras-en-Valloire possède des armoiries dont l'origine et le blasonnement exact ne sont pas disponibles. |